# Hedriodiscus trivittatus
Hedriodiscus trivittatus is een vliegensoort uit de familie van de Stratiomyidae. De wetenschappelijke naam van de soort is voor het eerst geldig gepubliceerd in 1829 door Say.